# Deutsche Badmintonmeisterschaft 1973
Die Deutsche Badmintonmeisterschaft 1973 fand vom 20. bis zum 22. April 1973 in Berlin statt.

## Medaillengewinner
| Disziplin    | Gold                                                              | Silber                                                               | Bronze                                                                                            |
| ------------ | ----------------------------------------------------------------- | -------------------------------------------------------------------- | ------------------------------------------------------------------------------------------------- |
| Herreneinzel | Michael Schnaase (SC Union 08 Lüdinghausen)                       | Horst Lösche (1. BV Mülheim)                                         | Gerhard Kucki (1. BV Mülheim)                                                                     |
| Herreneinzel | Michael Schnaase (SC Union 08 Lüdinghausen)                       | Horst Lösche (1. BV Mülheim)                                         | Werner Dietz (TG Langendiebach)                                                                   |
| Dameneinzel  | Irmgard Latz (SC Bayer 05 Uerdingen)                              | Marieluise Wackerow (1. BC Beuel)                                    | Gudrun Ziebold (Merscheider TV)                                                                   |
| Dameneinzel  | Irmgard Latz (SC Bayer 05 Uerdingen)                              | Marieluise Wackerow (1. BC Beuel)                                    | Karin Kucki (1. BV Mülheim)                                                                       |
| Herrendoppel | Gerhard Kucki (1. BV Mülheim) Karl-Heinz Garbers (1. BV Mülheim)  | Horst Lösche (1. BV Mülheim) Friedhelm Wulff (VfL Bochum)            | Hans-Dietrich Emmers (Merscheider TV) Kurt Link (1. BV Mülheim)                                   |
| Herrendoppel | Gerhard Kucki (1. BV Mülheim) Karl-Heinz Garbers (1. BV Mülheim)  | Horst Lösche (1. BV Mülheim) Friedhelm Wulff (VfL Bochum)            | Peter Kretschmer (VfL Wolfsburg) Detlef Würfel (VfL Wolfsburg)                                    |
| Damendoppel  | Brigitte Steden (VfL Bochum) Marieluise Wackerow (1. BC Beuel)    | Irmgard Latz (FC Bayer 05 Uerdingen) Gudrun Ziebold (Merscheider TV) |                                                                                                   |
| Mixed        | Horst Lösche (1. BV Mülheim) Irmgard Latz (FC Bayer 05 Uerdingen) | Karl-Heinz Garbers (1. BV Mülheim) Anke Betz (MTV München von 1879)  | Michael Schnaase (SC Union 08 Lüdinghausen) Marie-Luise Schulta-Jansen (SC Union 08 Lüdinghausen) |